# Hierochloe redolens
Hierochloe redolens är en gräsart som först beskrevs av Vahl, och fick sitt nu gällande namn av Johann Jakob Roemer och Schult.. Hierochloe redolens ingår i släktet Hierochloe och familjen gräs. Inga underarter finns listade i Catalogue of Life.